# ドゥ・ノット・アジャスト・ユア・セット
『ドゥ・ノット・アジャスト・ユア・セット（Do Not Adjust Your Set）』 (DNAYS) は、1967年12月26日から1969年5月14日まで、イギリスの民放テレビ局 「ITV」の系列局「Associated-Rediffusion」（現：REDIFFUSION (en) ）で製作されたテレビ番組。全27回、2シーズン放送（第1シーズン：1967年12月26日～1968年3月28日 全13回、第2シーズン：1969年2月19日～5月14日 全13回、1968年7月29日に特番放送）。

## 概要
"Do Not Adjust Your Set" はテレビ放送にトラブルがあった際に表示される文言で、「チャンネルはそのままで」という意味。当初は少し変わった子供向けスケッチ（コント）番組として製作されたが、ほどなくして大人の間でも人気を博すようになった。スケッチはシュールで不条理なものや風刺的なものが多く、テリー・ギリアム製作のアニメーションも流れ、これらは『空飛ぶモンティ・パイソン』に引き継がれた。
出演者は俳優のデヴィッド・ジェイソン、女性コメディアンのデニス・コフィー (en) 、後に『空飛ぶモンティ・パイソン』に参加するエリック・アイドル、テリー・ジョーンズ、マイケル・ペイリン。風刺コメディ/アート/ポップ グループの“ボンゾ・ドッグ・ドゥー・ダー・バンド”も番組で歌やパフォーマンスを披露し、スケッチのエキストラとしても登場した（メンバーのニール・イネスは後に『モンティ・パイソン』に参加）。
1883年創立のコメディ・サークル「ケンブリッジ・フットライツ」出身のプロデューサーであるハンフリー・バークレーがエリック・アイドルに声をかけ、そこからテリー・ジョーンズ、マイケル・ペイリンに話が伝わり、そこにテリー・ギリアムが加わった。フリーのイラストレーターだったテリー・ギリアムはスケッチとスケッチの間のアニメーションを担当し、この番組がアニメーターに転向するきっかけとなった。
レギュラー企画に「キャプテン・ファンタスティック」という連続活劇物があった。デビッド・ジェイソン演じるキャプテン・ファンタスティックが、悪党のミセス・ブラック（演：デニス・コフィー）を追跡する話で、人気があったため『DNAYS』が終了した後もスピンオフのエピソードが製作された。
ドイツのミュンヘンで開催される子供と青少年向けテレビ番組の祭典「プリ・ジュネス」（Prix Jeunesse International Television Festival）にて、1968年に12 - 15歳のカテゴリーで第1位を獲得している。

## その後
この番組を観ていたジョン・クリーズとグレアム・チャップマンが、マイケル・ペイリンに一緒に仕事をしようと電話で話を持ち掛けるが、マイケル側はテムズ・テレビの番組企画を検討していたため乗り気ではない様子だった。しかし2週間後にマイケルから承諾する連絡があり、これがモンティ・パイソンの結成に繋がった。

## 日本版DVD
『Do Not Adjust Your Set』と『AT LAST THE 1948 SHOW』がセットになったDVD4枚組の『モンティ・パイソン・レアリティーズ コレクターズBOX』（MONTY PYTHON RARITIES）が2006年6月に発売された。